# Shamshur Rahaman Sherif
Shamsur Rahman Sherif (Bangladesh, 10 de março de 1940 — Dhaka, 2 de abril de 2020) foi um político da Liga Awami de Bangladesh que atuou como Ministério da Terra.